# Подгороднее (Тернопольская область)
Подгороднее (укр. Підгороднє) — село в Тернопольском районе Тернопольской области Украины. Административный центр Подгороднянской сельской общины
Население более 2 тысяч жителей по состоянию на 2022 год. Почтовый индекс — 47721. Телефонный код — 352.
Расположено на реке Должанка (приток Серета).

## История
В 1946 году село Яновка переименовано в Ивановку. В 1960-х годах село получило название Подгородное
В сентябре 2024 года, постановлением Верховной Рады Украины село было переименовано в Подгороднее